# Allende del Camino
Allende del Camino es una entidad de población española, hoy día despoblada, del municipio de Mozárbez, perteneciente a la provincia de Salamanca, en la comunidad autónoma de Castilla y León.

## Demografía
En 2023, la entidad singular de población de Allende del Camino tenía empadronados 0 habitantes.